# Triforis apicina
Triforis apicina är en snäckart som först beskrevs av Powell 1937.  Triforis apicina ingår i släktet Triforis och familjen Triforidae. Inga underarter finns listade i Catalogue of Life.